# Karl Caesar (Architekt)
Karl Caesar (* 24. Dezember 1874 in Münster (Selters); † 7. April 1942 in Berlin) war ein deutscher Architekt und Hochschullehrer.

## Leben
Karl Caesar wurde in Münster als Sohn des evangelischen Pfarrers Karl Wilhelm Ludwig Caesar und Wilhelmine Caesar geb. Döring geboren. Er hatte zwei Geschwister: Schwester Charlotte und Bruder Wilhelm. Nach dem Besuch des Real- und Humanistisches Gymnasium Wiesbaden in den Jahren 1885–1890 besuchte er 1890–1894 das Internat der Landesschule Pforta bei Naumburg, wo er das Abitur machte. Möglicherweise begegnete er dort dem späteren Maler, Kunsthandwerker, Architekt und Autor Paul Schultze-Naumburg, der zur gleichen Zeit in Naumburg das Gymnasium besuchte und ab 1901 in Saaleck bei Bad Kösen seine Werkstätten gründete.
Das Studium an der Technischen Hochschule in Berlin-Charlottenburg bei Hugo Hartung in den Jahren 1894 bis 1896 schloss er mit dem Vorexamen ab. 1896 folgte ein Semester an der TH München. Wieder an die TH Berlin-Charlottenburg zurückgekehrt, wurde er studentische Hilfskraft bei Hugo Hartung und auch Mitarbeiter in dessen Planungsbüro. 1898 folgte die Erste Staatsprüfung im Hochbaufach.
Seit Mai 1898 als Kgl. Preußischer Regierungsbauführer in der Allgemeinen Hochbauverwaltung arbeitete mit am Bau des Anatomischen Institutes der Universität Marburg/Lahn. Vom 1. Oktober 1899 bis 30. September 1900 schloss sich ein militärisches Dienstjahr beim Infanterie-Regiment 160 als Reserveoffizier an. Danach war er in der Kirchenbauabteilung des preußischen Ministeriums der öffentlichen Arbeiten tätig. Er bearbeitete unter Oskar Hossfeld eine Reihe von Preußischen Landkirchen. 1903 bestand er die Zweite Staatsprüfung mit Auszeichnung und wurde zum Regierungsbaumeister ernannt. Für seine vorgelegte Arbeit wurde ihm der Staatspreis zuerkannt. Er machte eine dreimonatige Studienreise durch Nordfrankreich, deren Ergebnisse er in einem umfassenden Beitrag im Zentralblatt der Bauverwaltung veröffentlichte.

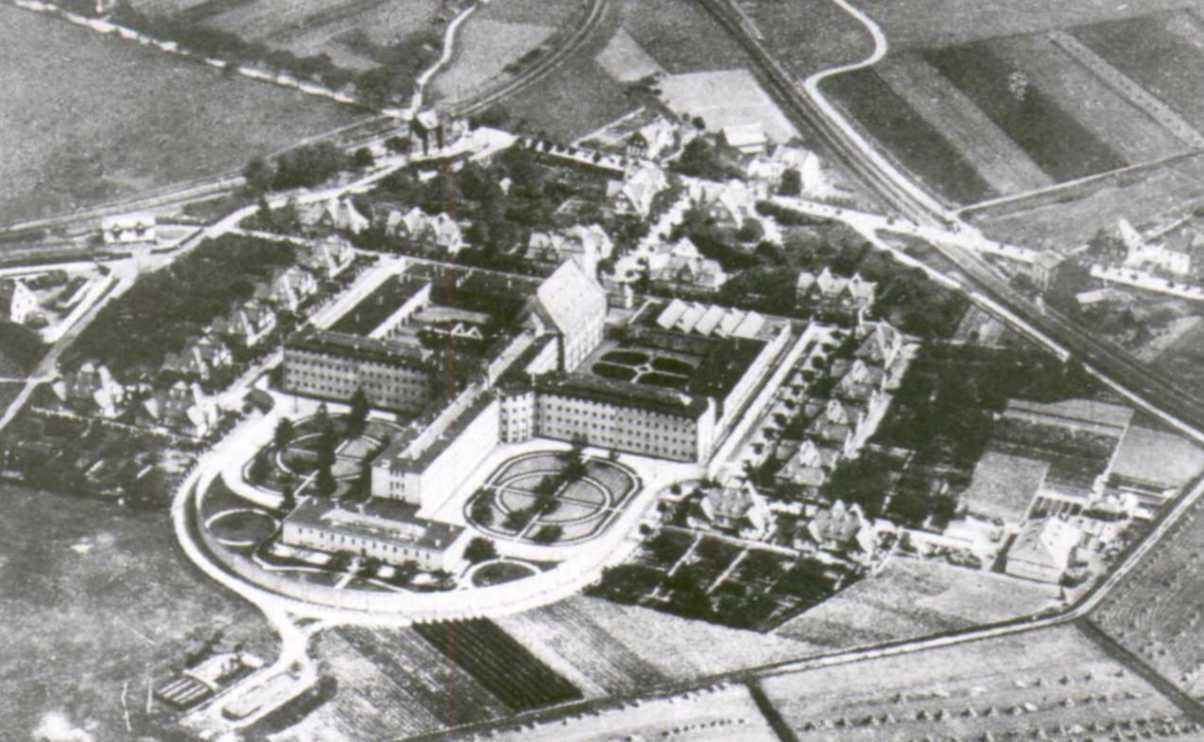
Zentralgefängnis Freiendiez

1907 wurde er von Berlin nach Freiendiez versetzt, wo er das Zentralgefängnis – nach Systemzeichnung von Oberbaurat Eduard Saal (1848–1922) – mit zugehöriger Beamtensiedlung plante und mit dem Bau begann.
1908–1909 war er gleichzeitig Kreisbauinspektor in Freiendiez. In dieser Zeit hielt er einen Vortrag im Landes-Haus in Wiesbaden: „Alte und neue Baukunst im Regierungsbezirk Wiesbaden – Ein Vergleich“, der im Zentralblatt der Bauverwaltung sowie mit einem erweiterten Sonderdruck veröffentlicht wurde. Die Arbeiten in Diez endeten 1909 mit seiner Berufung als ordentlicher Professor für Landbaukunst an die TH Berlin-Charlottenburg, daneben unterhielt er aber auch ein eigenes Planungsbüro.
1915 wurde er eingezogen und als technischer Offizier im Rang eines Oberleutnants ins Gouvernement Thorn – heute Toruń – abkommandiert. Später war er in Kaunas – heute Kowno – tätig, wo ihn die Anfrage wegen einer Professur an der TH Karlsruhe – Lehrstuhl von Friedrich Ostendorf, der bei Arras gefallen war – erreichte. Er führte von dort aus schriftliche Verhandlungen, sodass der Senat der TH Karlsruhe schon im November 1915 die Berufung empfahl. Das Ministerium in Berlin versuchte ihn zwar mit einer Erhöhung seiner Bezüge dort zu halten, aber er nahm schon zum 1. April 1916 den Lehrstuhl für Neuzeitliches Entwerfen an, da ihm bei den Berufungsverhandlungen private Aufträge für Staatsbauten zugesagt worden waren. In den Jahren 1921–1923, 1929–1932 und 1933–1935 war er Vorstand der Architektur-Abteilung, 1925 und 1933 auch Rektor der Hochschule.

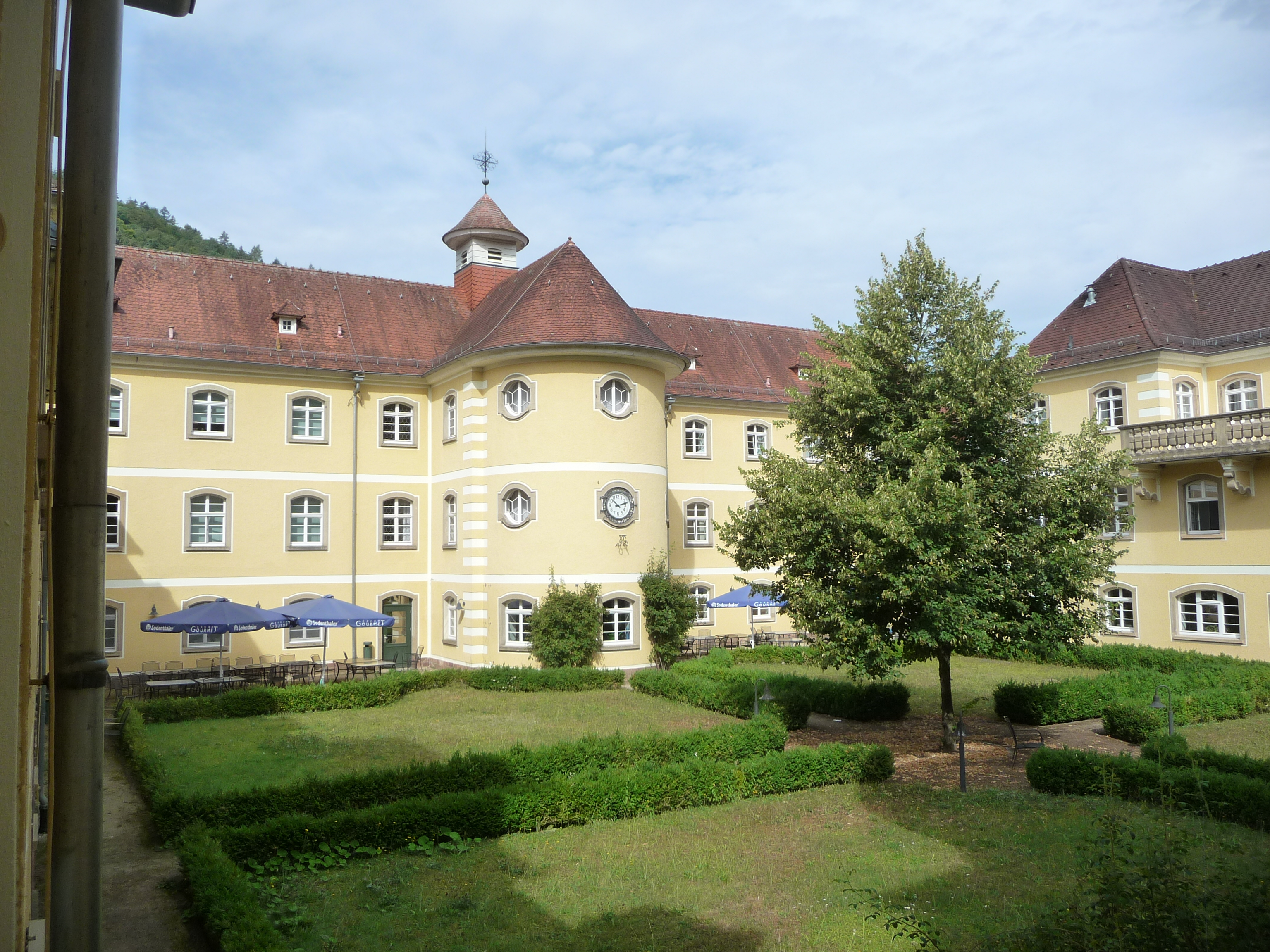
Orthopädische Universitätsklinik Heidelberg

1919 wurde ihm als Privatarchitekt der Neubau der Orthopädischen Klinik der Universität Heidelberg übertragen, die bis 1922 fertiggestellt war.
1923 wurde ihm von der medizinischen Fakultät der Universität Heidelberg wegen seiner Verdienste um die Medizin beim Bau der Orthopädischen Universitätsklinik die medizinische Ehrendoktorwürde verliehen.
Zum 1. Oktober 1935 ging er wieder zurück nach Berlin, wo er wieder eine Berufung an die TH Berlin-Charlottenburg angenommen hatte. Er war dort 1939–1941 Dekan der Fakultät für Bauwesen. Nach langer Krankheit starb er nach einer schweren Operation am 7. April 1942 in Berlin.
Der Protestant Karl Caesar war seit 1904 verheiratet mit Emilie Caesar geb. Caesar. Aus der Ehe gingen die Kinder Charlotte (1905–1994) und Karl (1916–1958) hervor. Er war von 1898 bis 1919 und von 1936 bis 1938 Mitglied im Berliner Architekten- und Ingenieurverein AIV.
Im Ersten Weltkrieg wurde ihm das Eiserne Kreuz II und das Ritterkreuz des Ordens vom Zähringer Löwen mit Schwertern verliehen, 1938 das Treuedienst-Ehrenzeichen in Gold für Beamte, 1941 wurde er Ehrensenator der TH Berlin-Charlottenburg.
1933 war er der NS-Partei beigetreten.

## Ausrichtung

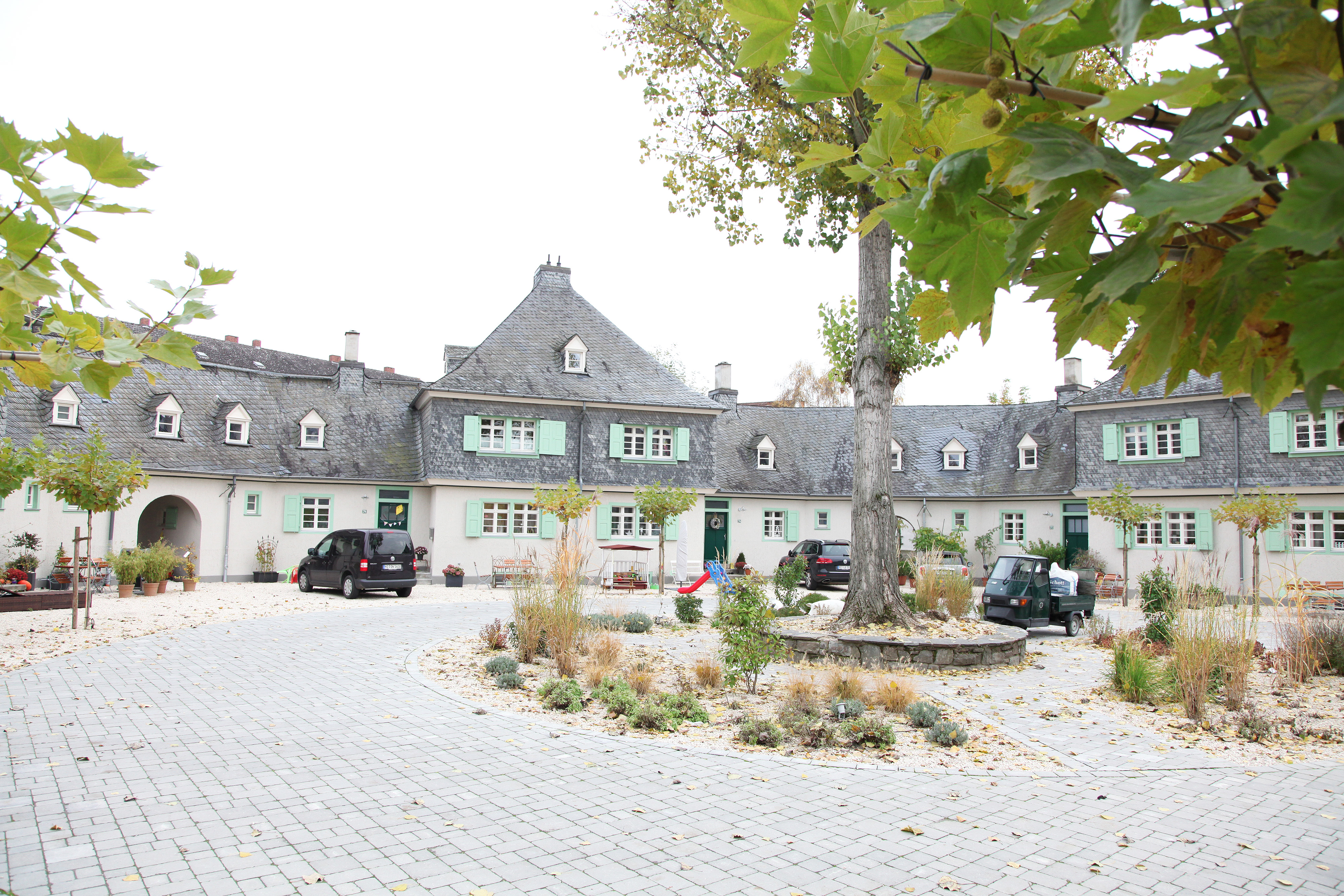
Himmelsbach-Siedlung in Bingen-Kempten

In seinen Bauten verfolgte er eine strenge, an der Architektur des 18. Jahrhunderts geschulte Form, ohne historistische Zutaten. Er war ein ganz typischer Vertreter der Heimatschutzarchitektur; ob er dem 1904 gegründeten „Bund Heimatschutz“ – Vorsitzender Paul Schultze-Naumburg – angehörte, ist nicht bekannt. Programmatisch endete sein Vortrag über alte und neue Kunst mit Bauten der Beamtensiedlung des Zentralgefängnisses in Diez. Diese Architektur verfolgt er dann auch weiter, was bei seinen Privathäusern, den Klinikbauten und den beiden Wohnsiedlungen für die holzverarbeitenden Betriebe Himmelsbach – später Richtberg – in Bingen-Kempten und Neuenburg – eigentlich Auggen (Baden), erkennbar ist.
Seine Anlagen haben ein strenges städtebauliches Grundraster, auf dem die Einzelbauten und Baugruppen eingeordnet sind.

## Bauten

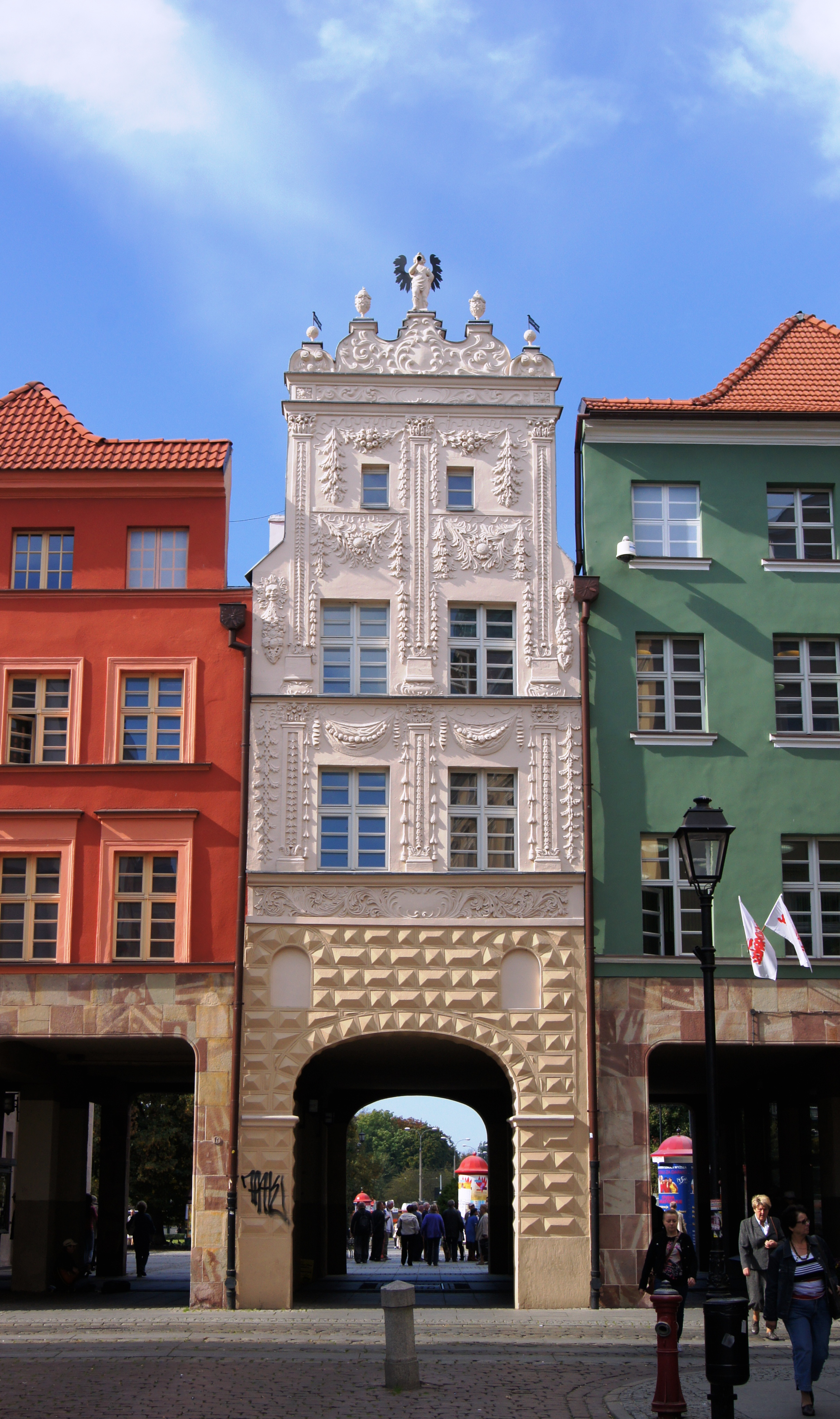
„Caesarbogen“, Haus Piekary in Toruń

- 1903 Privathaus Eibach in Dotzheim bei Wiesbaden.
- 1907–1912 Zentralgefängnisanlage in Freiendiez – seit 1938 Diez – mit Beamtensiedlung. Nach seiner Berufung nach Berlin-Charlottenburg übernahm Regierungsbaumeister Albert Grün (1875–ca. 1955),[14] der dazu von Montabaur nach Freiendiez versetzt wurde,[15] die weitere Bearbeitung.[16] Grundlage für den Zentralbau war eine Musterzeichnung von Oberbaurat Eduard Saal (1848–1922), Vortragender Rat in der Hochbauverwaltung des Ministeriums für öffentliche Arbeiten mit dem Sondergebiet Gefängnisbauten.[17] Die vollkommen erhaltene Anlage – teilweise verändert und um weitere Bauten erweitert – steht unter Denkmalschutz.
- 1909–1910 Umbaumaßnahmen auf der Burg Lahneck über Oberlahnstein für den Fregattenkapitän – später Viceadmiral – Robert Mischke. Einbau von Installationen einschl. einer Zentralheizung, Errichtung eines Überganges zwischen zwei Bauteilen hinter dem inneren Burgtor.[18]
- 1910 Privathaus Rupprecht in Berlin-Zehlendorf.[19]
- 1911 Durchbruch „Caesarbogen“ durch das barocke Haus Piekary 37 in Toruń – früher Thorn. Der Name besteht fort, eine Gedenktafel ist erhalten.[20]
- 1918–1930 Orthopädische Klinik der Universität Heidelberg. Hauptgebäude (240 Betten) mit Erweiterungen und Aufstockung, sowie gesondertem Wielandheim, dieses zusammen mit Gisbert von Teuffel. Alle Bauten stehen unter Denkmalschutz.[21]

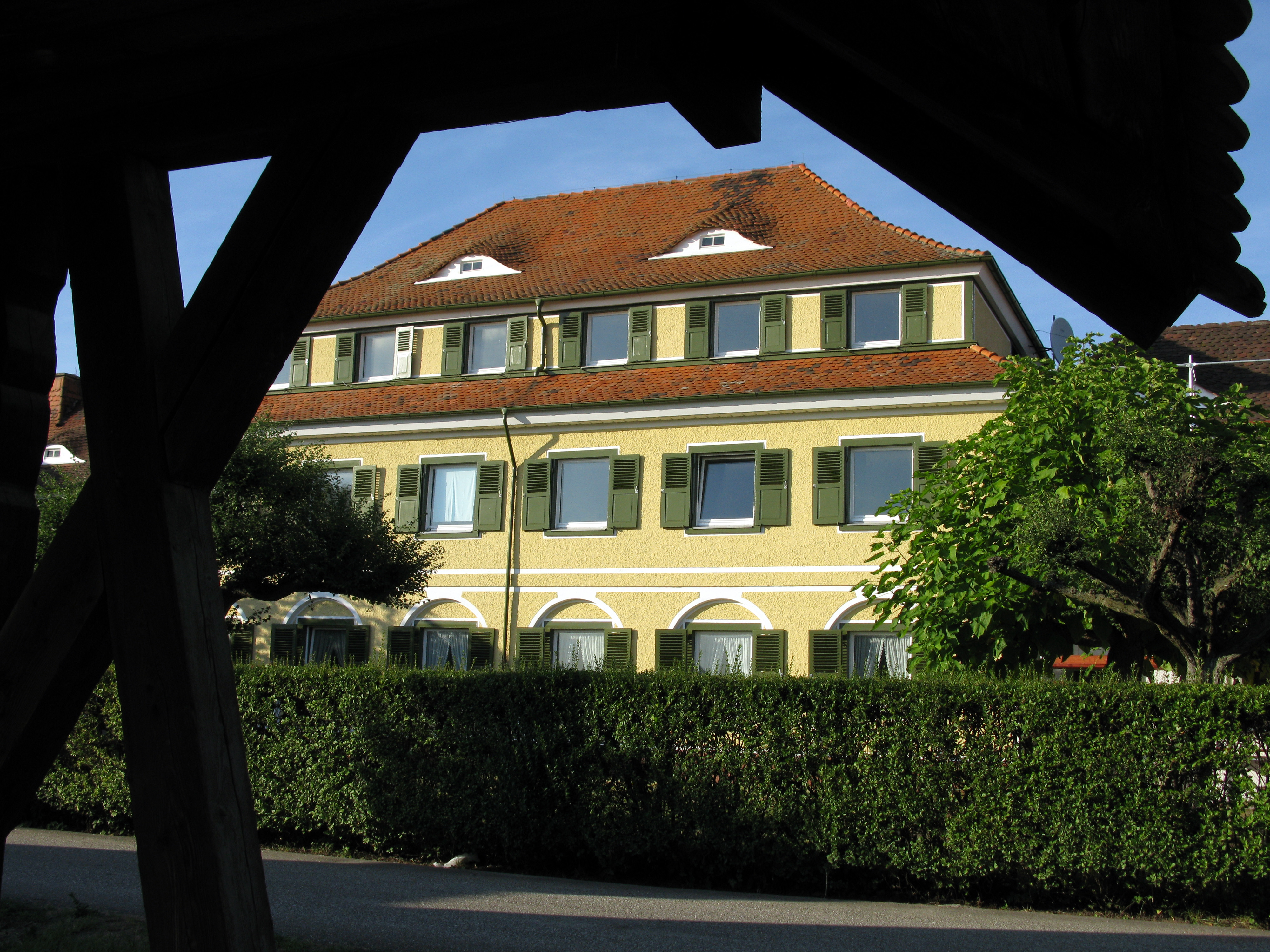
Richtbergsiedlung in Auggen

- 1921 Betriebsniederlassung Firma Gebrüder Himmelsbach, Freiburg – später Richtberg – in Neuenburg, eigentlich Auggen (Baden). Mittelpunkt der Betriebsanlage ist eine aus Teilen einer früheren Zeppelinhalle errichtete Sägehalle. Verwaltungsgebäude und Bediensteten-Wohnhäuser in axialsymmetrischer Anlage. Alle Bauten stehen unter Denkmalschutz.
- 1920–1923 Betriebsniederlassung Firma Gebrüder Himmelsbach, Freiburg – später Richtberg – in Bingen-Gaulsheim. Die Betriebsgebäude wurden nach dem Zweiten Weltkrieg abgebrochen. Bediensteten-Siedlung im benachbarten Bingen-Kempten – ein Pentagon aus 5 Doppelhäusern mit geknickten Verbindungsbauten, heute in Privatbesitz. Die Anlage steht unter Denkmalschutz.
- 1932 Neubau einer Gastwirtschaft auf der Lindenterrasse der Burg Lahneck.
- 1933 Erweiterung der Gastwirtschaft durch einen Saalbau.
- 1936–1938 Abbruch der Zinnenkränze und der dahinterliegenden flach geneigten Dächern von Burg Lahneck und Aufsetzen von steilen Satteldächern. Alle Veränderungen an der im 19. Jahrhundert wieder aufgebauten Burg Lahneck sind in den Denkmalschutz der Anlage einbezogen.
- 1938 Bebauungsplan für die Stadt Montabaur, der jedoch nicht weiter verfolgt wurde.[22]

## Schüler
- Otto Haupt (1891–1966), Architekt und Hochschullehrer, folgte Caesar von Berlin nach Karlsruhe und machte dort 1919 sein Diplom.[23]
- Gustav Pfeifer (1896–1974) war seit 1935 Stadtbaumeister in Limburg.[24]

## Schriften
- Alte und neue Baukunst im Regierungsbezirk Wiesbaden – Ein Vergleich. Vortrag gehalten am 18. Dezember 1908 im Landeshaus Wiesbaden von Karl Caesar Kreisbauinspektor in Freiendiez. Erweiterter Sonderdruck aus dem Zentralblatt der Bauverwaltung. Wilhelm Ernst und Sohn, Berlin 1909.
- Normännische Landkirchen. In: Zentralblatt der Bauverwaltung. XXIX. Jg., 1909, Nr. 101–102.
- Besprechung von Fritz Kösser: Holzgedeckte Landkirchen in der Normandie. Kühtmann, Dresden 1910
- Besprechung in Neudeutschen Bauzeitung. 6, 1910, S. 29–34, von „Von deutscher Kunst“ – gesammelte Aufsätze und nachgelassene Schriften von Karl Schäfer. Wilhelm Ernst und Sohn, Berlin 1910.
- Wesen und Wert der Gotik. Festrede bei der Feier des Rektoratswechsels an der TH Fridericiana in Karlsruhe am 13. Dezember 1924. Balduin Pick, Köln 1924.
- Carl Schäfer. In: Badische Biographien. Bd. 6/2. Winter, Heidelberg 1927.
- Über die Zuziehung der Hochschuldozenten zu staatlichen Bauaufgaben – Denkschrift. Karlsruhe 1933.
- Deutsche Baukunst. Rede gehalten bei der Reichsgründungsfeier der TH Fridericiana zu Karlsruhe am 18. Januar 1934. Karlsruher Akademische Reden Band 14. Konkordia, Bühl 1935.